# Фурцева, Екатерина Алексеевна
Екатери́на Алексе́евна Фу́рцева (24 ноября (7 декабря) 1910 года, Вышний Волочёк, Тверская губерния — 24 октября 1974 года, Москва) — советский государственный и партийный деятель. Министр культуры СССР (1960—1974), член Президиума ЦК КПСС (1957—1961).
12-й Первый секретарь Московского городского комитета КПСС (1954—1957). Секретарь ЦК КПСС (1956—1960).

## Биография
Родилась 24 ноября (7 декабря) 1910 года в городе Вышний Волочёк Тверской губернии в семье рабочего. Отец, Алексей Гаврилович Фурцев, погиб в годы Первой мировой войны на Петроградском фронте. Мать, Матрёна Николаевна, одна воспитывала дочь, работая на ткацкой фабрике, и являлась депутатом городского совета, будучи при этом неграмотной.
В 1924 году вступила в ВЛКСМ. В 1928 году окончила школу-семилетку, в 1928—1930 годах работала на прядильно-ткацкой фабрике в Вышнем Волочке — там же, где и мать.
Стремительно стала продвигаться по карьерной лестнице в партии: бойкую, активную, спортивную и ответственную девушку заметили старшие товарищи и в 1930 году направили секретарём Кореневского райкома ВЛКСМ Курской области поднимать сельское хозяйство. С 1930 году принята в члены ВКП(б). Через некоторое время её выбрали на должность секретаря Феодосийского горкома ВЛКСМ, где она проработала до 1933 года. В Феодосии Екатерина Фурцева занимала должность заведующей орготделом и являлась членом бюро Крымского обкома комсомола. Здесь она познакомилась с Сергеем Королёвым (будущим знаменитым конструктором ракетно-космических систем), который, как и Фурцева, увлекался планеризмом. В это же время обком ВКП(б) рекомендовал её на курсы Аэрофлота в Ленинград. Проучившись три года, она вместе с мужем была направлена в Саратов, где была назначена в Саратовский авиационный техникум помощником начальника политотдела по комсомолу.
В 1933—1938 годах (по другой версии 1936—1941) — студентка Московского института тонких химических технологий имени М. В. Ломоносова, в который была направлена на обучение для дальнейшей работы в ЦК ВЛКСМ инструктором отдела студенческой молодежи. По окончании получила диплом инженера-химика.
Одновременно в 1933—1935 и 1937—1938 годах — секретарь комитета ВЛКСМ института, в 1935—1937 годах — сотрудник аппарата ЦК ВЛКСМ. В 1941 году принимала участие в мероприятиях по обеспечению обороны Москвы. С началом войны участвовала в эвакуации заводов, музеев, институтов и прочих важных объектов. В 1941—1942 годах — секретарь Куйбышевского горкома ВКП(б) Куйбышевской области. В 1942 году вернулась в Москву, заняла должность секретаря Фрунзенского райкома по кадрам и вскоре стала первым секретарём Фрунзенского райкома ВКП(б) Москвы, заменив на этом посту Богуславского.
В 1948 году Фурцева окончила Высшую партшколу при ЦК ВКП(б). Она пользовалась доверием первого секретаря московского горкома ВКП(б) Георгия Попова, который способствовал её выдвижению. Дружеские отношения сложились у неё и с Хрущёвым, сменившим Попова.
21 января 1949 года, на 25-годовщине со дня смерти Ленина, Николай Шверник и Никита Хрущёв представили Фурцеву Сталину, которая вождю понравилась и получила от него комплимент.
В августе 1949 года критиковала медицинскую науку после Сессии ВАСХНИЛ 1948 года.
В 1950 году выступила с докладом о недостатках партийной работы в период руководства Попова. На докладе присутствовал и Хрущёв. После этого Екатерина стала вторым секретарём Московского горкома ВКП(б) и фактическим заместителем Никиты Сергеевича. Уже тогда в её обязанности входило управление делами культуры, идеологии, науки и руководство административными органами.
С 1950 года являлась депутатом Верховного Совета СССР. На XIX съезде КПСС (1952) была избрана кандидатом в члены ЦК КПСС. В конце правления Сталина в самый разгар «Ленинградского дела» провела чистки в партийных рядах, лично выявляла ленинградцев и участвовала в их отстранении от различных должностей. В разгар «Дела врачей» занялась привлечением молодёжи к общественной жизни: проводила митинги, демонстрации, ставила в учебных заведениях партийные представления в русле укрепления коммунистической идеологии.
В 1953 году после смерти Сталина Хрущёв занял место Первого секретаря ЦК КПСС и сразу начал избавляться от неугодных ему людей, расставляя на важные посты проверенных товарищей. В 1954—1957 годах Фурцева стала Первым секретарём Московского горкома КПСС. В этот период она занялась активным строительством различных объектов государственной важности, в частности, известными «хрущёвками». На XX съезде (1956) была впервые избрана членом ЦК КПСС. Впоследствии на XX (1956), XXII (1961), XXIII (1966) и XXIV (1971) съездах КПСС вновь переизбиралась.
25 февраля 1956 года была избрана кандидатом в члены Президиума ЦК КПСС, а с 27 февраля 1956 по 4 мая 1960 являлась Секретарём ЦК КПСС
В 1957 году семь членов Президиума ЦК КПСС, в том числе Молотов, Каганович, Маленков, Булганин и Ворошилов, позднее объявленные «антипартийной группой», сделали попытку сместить Хрущёва с поста Первого секретаря ЦК КПСС. Вопрос об этом поставили Молотов и Маленков на очередном заседании Президиума ЦК КПСС 18—21 июня 1957 года. Их поддержало большинство членов Президиума, а также «примкнувший к ним Шепилов» (что примечательно, Шепилов поддерживал с Фурцевой дружеские отношения), кандидат в члены Президиума ЦК КПСС. В защиту Хрущёва выступили лишь Микоян, Суслов и Кириченко, а также кандидаты в члены Президиума Брежнев, Жуков, Мухитдинов, Шверник и Фурцева. Жуков не присутствовал на первом заседании Президиума. Фурцева, увидев полное уныние и падение духа Хрущёва, поняла, что нужно действовать. Под предлогом, что ей нужно «выйти», она пришла в свой кабинет и срочно позвонила Жукову.
29 июня 1957 года была избрана членом Президиума ЦК КПСС. В дальнейшем Фурцева приняла участие в борьбе с «антипартийной группой». В октябре 1957 года Фурцева приняла участие в смещении Жукова из членов Президиума ЦК КПСС. Когда Жуков узнал, что снят Хрущёвым с поста министра обороны, то спросил: «А кого назначили?» — «Малиновского». — «Ну, это ещё ничего, а то я подумал — Фурцеву».

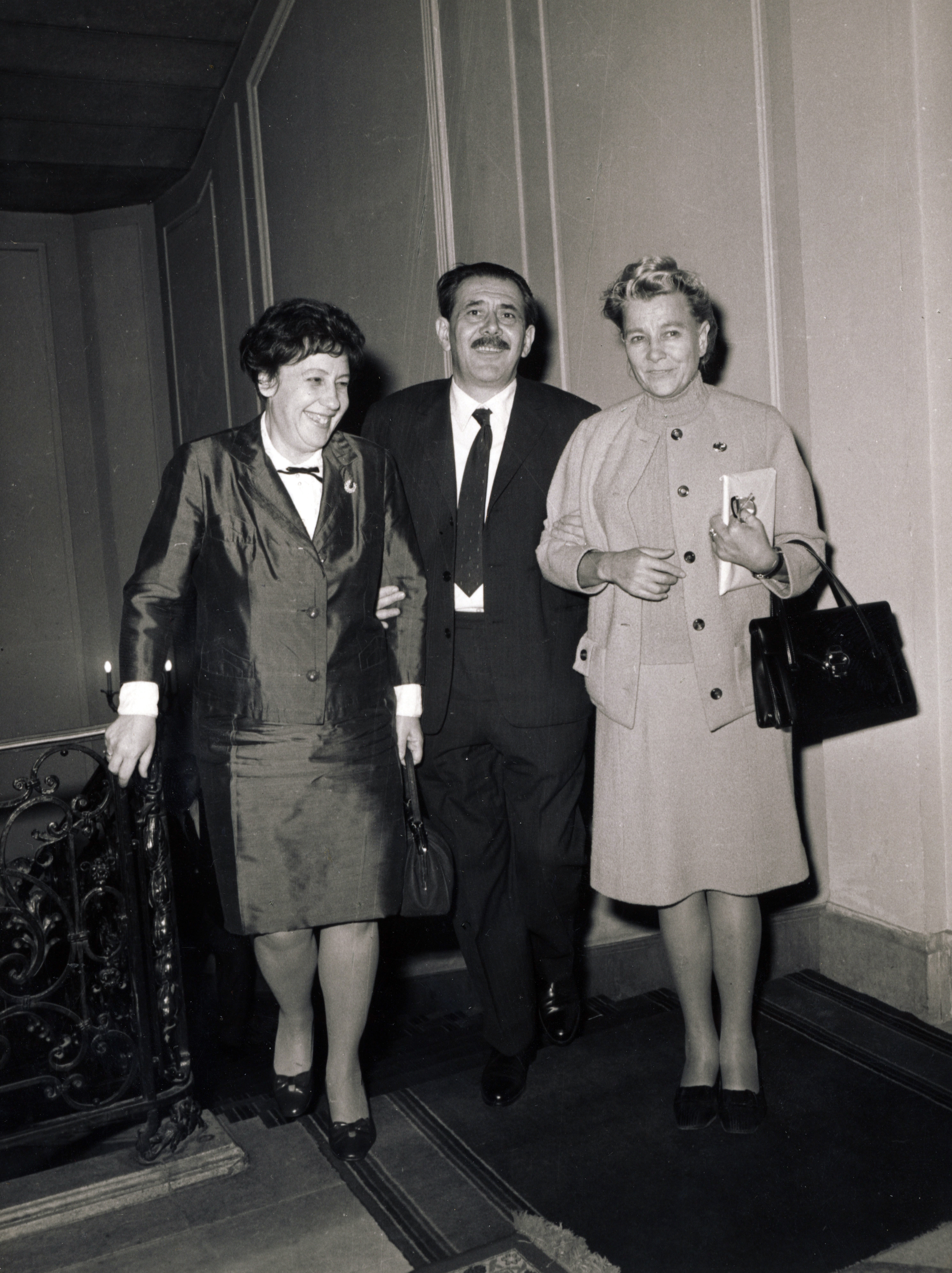
Екатерина Фурцева (справа) и заместитель министра по делам культуры Венгерской народной республики Дьёрдь Ацел (в центре)

С 1959 года Фурцева попала в опалу. Этому послужили интриги между более влиятельными членами Президиума ЦК КПСС, такими как Козлов, Суслов, Микоян, Брежнев. Екатерину Алексеевну обвинили в тайных переговорах с Кириленко, председателем КГБ Серовым и новым министром иностранных дел Громыко. Этому поспособствовал арест брата Фурцевой, но следователь по особо важным делам прокуратуры РСФСР А. Романов опроверг все обвинения[какие?]. 
Екатерину Алексеевну пытались обвинить также и в коррупции, но безуспешно.
4 мая 1960 года она была смещена с должности секретаря ЦК КПСС и получила назначение министром культуры СССР, что фактически стало ударом по её карьере и эмоциональному состоянию. 
31 октября 1961 года Фурцеву не избрали на XXII съезде КПСС ни членом Президиума ЦК, ни даже кандидатом. Она ушла с последнего заседания, тем самым нарушив Устав КПСС, а когда вернулась домой, легла в ванну и вскрыла себе вены. Далее существует две версии: по одной, Фурцева не смогла до конца сделать начатое дело, по другой, её вовремя спасли и доставили в больницу. 
После выздоровления Фурцеву и её второго мужа Фирюбина, который тоже не явился на заседание Съезда, вызвали к Хрущёву, который перед всем Президиумом отчитал и её, и мужа. Суслов же предлагал сместить Фурцеву со всех постов и отправить на отдых, но Хрущёв к этому времени остыл. Сама же Фурцева заверила Президиум в том, что попытки суицида не было, а со съезда она ушла по причине сильной головной боли, после чего вызвала врачей, была госпитализирована в больницу, там же ей и повредили руки.
В новой должности Фурцева занялась обычной министерской деятельностью, хотя частичная опала продолжалась, чему способствовали такие события, как выставка авангардистов. В 1964 году поддержала на пленуме смещение Хрущёва с поста Первого секретаря ЦК КПСС.
В 1966—1974 годах — депутат Верховного Совета СССР. После этого опала Фурцевой перешла из хрущёвской в брежневскую, хотя, замышляя заговор против Хрущёва, Брежнев и обещал ей место в Президиуме.
Весной 1974 года Фурцева занялась строительством частной дачи. Информация дошла до Брежнева, который распорядился проверить, за чей счёт идёт стройка. Комиссия, созванная недоброжелателями Фурцевой, выявила, что министр культуры СССР использовала материалы, предназначенные для ремонта Большого театра, но они были куплены на её деньги. После скандала Фурцева отказалась от дачи, ей выплатили 25 тысяч рублей, которые она положила на книжку и завещала дочери.

### Смерть
Первые заявления о болезнях Фурцевой появились после попытки самоубийства. Её мучили головные боли и боли в области сердца. Последние годы Фурцева находилась в депрессии: муж ей изменял, высшее руководство не ценило, вокруг неё постоянно плелись интриги, возникали скандалы. В 1972 году умерла её мама (смерть матери стала сильным ударом по её душевному состоянию), в 1974 году она не была избрана в Верховный Совет, из-за чего сильно переживала. У Фурцевой, несмотря на постоянную физическую активность и поддержание здорового образа жизни, постепенно начались проблемы с алкоголем.
Накануне смерти, днём 24 октября Фурцева узнала от Брежнева о своём смещении, в тот же день комендант её дачи[какой?] потребовал отдать ключи и освободить помещение.
Фурцева с Людмилой Зыкиной любили вместе ходить в баню. Так случилось, что вечером, накануне той роковой ночи, они тоже парились в бане, после чего Зыкина поехала домой готовиться к поездке в Горький, а Фурцева отправилась на банкет по случаю юбилея Малого театра. Ночью Фурцева позвонила Зыкиной и попросила быть осторожней в дороге, голос у неё был грустный и печальный. На следующий день рано утром певица уехала, а днём ей сообщили о смерти подруги.

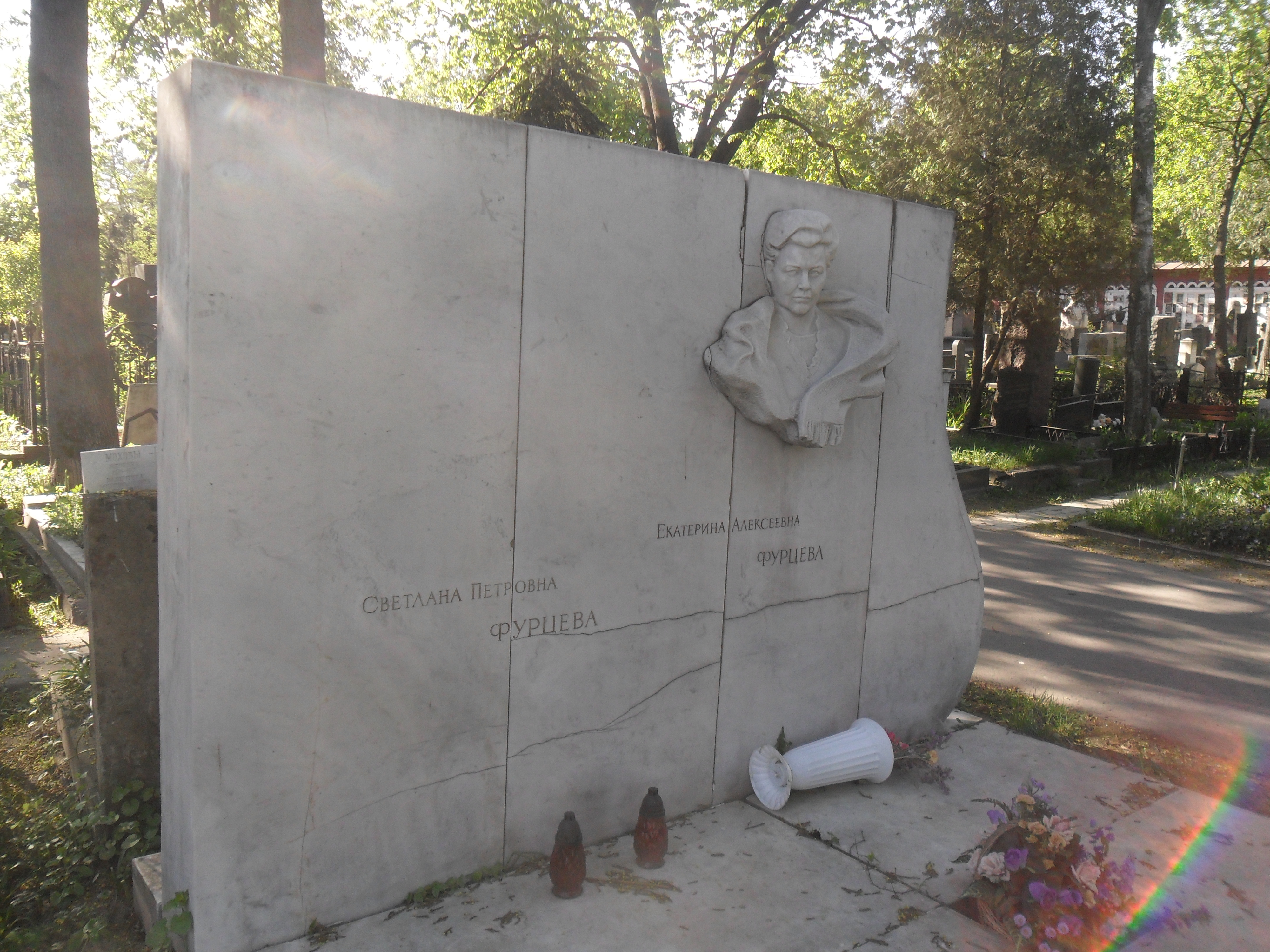
Могила Фурцевой на Новодевичьем кладбище Москвы

Фурцева скоропостижно скончалась в ночь с 24 на 25 октября 1974 года.
Первым её обнаружил муж, который поздно ночью пришёл домой от любовницы. Он застал свою жену без сознания и сразу вызвал бригаду скорой помощи. Уже под утро Фирюбин позвонил дочери Фурцевой Светлане и сообщил: «Мамы больше нет!». Когда дочь прибыла на квартиру, врачи ей сказали, что даже если бы её мать успели доставить в больницу, это ничего бы не изменило.
В медицинском заключении, подписанном начальником 4-го Главного управления Минздрава СССР академиком Евгением Чазовым, причиной смерти была названа острая сердечная недостаточность. По Москве сразу разошлись слухи о самоубийстве Фурцевой. 
Бывший председатель КГБ СССР Владимир Крючков в 2001 году на вопрос корреспондента, действительно ли смерть Екатерины Фурцевой не была насильственной, ответил: «…Все знавшие её товарищи утверждали, что она покончила жизнь самоубийством в ванной комнате собственной квартиры».
Похоронена 29 октября 1974 года на Новодевичьем кладбище в Москве (скульптор надгробия — Лев Кербель, архитектор — Михаил Барщ).

## Семья
Отец — Алексей Гаврилович Фурцев (погиб на фронте в 1914 году).
Мать — Матрёна Николаевна (1890—1972).

Фурцева со вторым мужем Николаем Фирюбиным

- Первый муж (с 1935 по 1944 год) — лётчик Пётр Иванович Битков. Познакомились в 1930-годах в Феодосии. На время Фурцева даже бросила партийную деятельность и уехала на лётные курсы в Ленинград, лишь бы следовать за своей любовью. В 1941 году ушёл на фронт, а, вернувшись домой в 1942 году, заявил о том, что нашёл новую верную жену, и ушёл от Фурцевой, оставив её с маленькой дочкой. Поддерживал после развода дружеские отношения с семьёй. Присутствовал на похоронах Матрёны Николаевны, которая любила его больше Фирюбина. 29 октября 1974 года присутствовал на похоронах Фурцевой, заявил дочери Светлане о том, что любил только её мать и больше никого. Скончался от инфаркта ровно через две недели после смерти бывшей жены.
  - Дочь — Светлана (1942—2005)[11]. Воспитанием занималась бабушка, Матрёна Николаевна. С новым мужем матери так и не нашла общего языка. В 1959—1968 годах замужем за Олегом Козловым, сыном члена Президиума ЦК КПСС Ф. Р. Козлова. На свадьбе детей двух партийных деятелей присутствовали Хрущёв и Брежнев. После развода с Козловым вышла замуж за Игоря Кочнова, сотрудника АПН[12].
    - Внучка — Марина (род. 1963). Правнучка — Екатерина[13].
- Второй муж (с 1956 по 1974 год) — дипломат Н. П. Фирюбин[14].

* Непрямые родственники: внучатый двоюродный племянник Фурцев Ян Сергеевич (1986 г.)

## Деятельность на посту первого секретаря Московского горкома партии и министра культуры СССР
В 1954—1960 годах в её ведении был контроль за:
- 1954 — установкой памятника Юрию Долгорукому на Тверской,
- 1954—1956 — строительством спортивного комплекса «Лужники»,
- 1954—1957 — проектированием и строительством «Детского мира»[15] (недоступная ссылка с 12-02-2014 [4198 дней]),
- 1954—1959 — реконструкцией комплекса ВСХВ (ВДНХ),
- 1956—1958 — строительством «хрущёвок»,
- 1957 — проведением VI Всемирного фестиваля молодежи и студентов.

Фурцева полна энергии и творческих замыслов и, как всегда, продуманно и быстро решает все вопросы. Я знаю Екатерину Алексеевну уже 22 года (секретарь МК, секретарь ЦК, министр культуры), у нас с ней были десятки деловых встреч, и всегда я восхищался её уменьем быстро находить правильные решения самых непростых вопросов. Е. А. Фурцева — единственный министр-женщина в правительстве Советского Союза, но она, бесспорно, входит в десятку лучших наших министров и даже в десятку лучших государственных деятелей. Я знаю далеко не всех министров, но такие из них, как Афанасьев, Щёлоков, Дементьев, Калмыков и даже Гречко, уступают Фурцевой в способностях и умении работать с людьми.
— Н. Каманин

Андропов согласился с инициативой министра культуры СССР Е. А. Фурцевой о том, что к решению вопросов о выезде за границу деятелей культуры КГБ отношения иметь не будет.
— Филипп Бобков
По инициативе и стараниями Фурцевой впервые проведены:
- 1958 — Международный конкурс имени П. И. Чайковского — именно благодаря настойчивости Фурцевой и Эмиля Гилельса Первая премия была вручена Вану Клиберну,
- 1959 — Московский международный кинофестиваль (в 1963 году благодаря настойчивости Фурцевой и Григория Чухрая Большой приз за фильм «8 1/2» был вручён Федерико Феллини),
- 1969 — Международный конкурс артистов балета. Первый председатель жюри — Галина Уланова.

По инициативе Фурцевой в эти годы были созданы и построены:
- 5 июня 1954 — Театр эстрады во главе с Николаем Павловичем Смирновым-Сокольским, который в 1961 году переехал по новому, теперешнему адресу,
- 1958 — книжный магазин «Москва» на Тверской улице,
- 25 мая 1960 — новое учебное заведение «Высшие сценарные курсы»[18],
- 1962 — Городской Дворец творчества детей и юношества на Воробьёвых горах (в то время — Дворец пионеров на Ленинских горах) в Москве,
- 1964 — Театр на Таганке,
- 1965 — Детский музыкальный театр под управлением Наталии Сац,
- 1967 — Мемориальный музей-квартира Народного художника СССР П. Д. Корина,
- 1967 — новое здание балетного училища,
- 1968 — художественный музей в доме-мастерской П. Д. Корина на Малой Пироговской[19],
- 1971 — Цирк на проспекте Вернадского,
- 1971 — Государственный Концертный зал «Россия»,
- 1973 — новое здание МХАТ (Тверской бульвар, дом 22) (в котором с ней и прощались)[20], монумент в честь победы России в Отечественной войне 1812 года[21].

Шпиль колокольни храма Успения на Сенной был вторым по высоте после шпиля Петропавловской крепости, являясь одной из важнейших архитектурных доминант столицы. Фантастически богатой была утварь храма и коллекция икон. Однако всё это не остановило власти Ленинграда, считавшие, что эта церковь «не имеет архитектурной ценности».
В сентябре 1961 года «Вечерний Ленинград» сообщил, что скоро «позорное пятно на облике Сенной площади» будет снесено и на его месте появится наземный павильон станции метро «из стекла и бетона».
Архитекторы Ленинграда переполошились и направили письмо к тогдашнему министру культуры Екатерине Фурцевой, умоляя сохранить памятник архитектуры. Та прислала в город комиссию, а потом направила письмо с запрещением не допустить сноса шедевра архитектуры. Но в управлении Ленметростроя, спешившего быстрее закончить сооружение станции на Сенной и не желавшего ничего переделывать, умышленно не стали его вскрывать, а переправили назад отправителю. А на другой день церковь взорвали. Разгневанная Фурцева объявила главному архитектору города строгий выговор, но было поздно — на месте храма уже дымилась груда битого кирпича…
— 
Новые помещения получили:
- Театр оперетты,
- Театр имени Моссовета,
- устоял и получил культовое здание «Современник».

### Назначения
- 1960 — Театр Пушкина — Борис Равенских
- 1963 - Большой театр, главный дирижёр - Евгений Светланов, главный режиссёр - Иосиф Туманов
- 1964 — Большой Театр, главный балетмейстер — Юрий Григорович
- 1967 — Театр на Малой Бронной — Анатолий Эфрос
- 1968 — Театр Маяковского — Андрей Гончаров
- 1970 — Большого Театра, главный дирижёр — Юрий Симонов
- 1970 — МХАТ — Олег Ефремов
- 1970 — Малый Театр — Борис Равенских
- 1970 — Малый Театр — Леонид Хейфец (принят в штат)[24]
- 1973 — Театр Ленинского Комсомола — Марк Захаров
- 1974 — Театр-Студия Олега Табакова — способствовала открытию.

Благодаря Фурцевой были проведены:
- 1955 — выставки Дрезденской галереи
- 1956, 1963 — гастроли Ива Монтана и Симоны Синьоре
- 1960 — выставка работ С. Н. Рериха (ГМИИ имени Пушкина, Эрмитаж)
- 1960-е — недели французского, итальянского и другого кино
- 1962 — гастроли оркестра Бенни Гудмена (Москва, Ленинград, Киев, Минск)[25]
- 1963 — выставка-продажа моделей поездов производства ГДР («Детский мир»)

Игрушки немецкой фирмы Piko благодаря хлопотам министра культуры Екатерины Фурцевой с тех пор стали исправно поставлять в СССР. <…> С 1965 года моделисты и коллекционеры стали регулярно встречаться в «Доме игрушки». В 1969 году при музее Московской железной дороги в ЦДКЖ возник Московский клуб железнодорожного моделизма.
— 
- 1964 — выставка Фернана Леже (ГМИИ имени Пушкина)[27]
- 1964 — гастроли la Scala в Большом Театре
- 1971 — гастроли оркестра Дюка Эллингтона (Москва, Ленинград, Киев, Тбилиси)
- 1973 — «Сокровища гробницы Тутанхамона» (ГМИИ имени Пушкина , Эрмитаж, в Киеве)[28][29]
- 1974 — Нью-Йоркского музея «Метрополитен»
- 1974 — выставки французских импрессионистов
- 1974 — гастроли la Scala в Большом Театре
- 1974 — выставка Марка Шагала в «Третьяковке»
- 1974 — выставка одной картины — «Мона Лиза» Леонардо да Винчи (в ГМИИ имени Пушкина)

Верстая редакционные материалы, Валерий Ганичев успевал и путешествовать по русским вёрстам. Вместе с Ильёй Глазуновым они много поездили по Руси великой. Как-то раз «вездесущий» Глазунов уговорил министра культуры Е. А. Фурцеву записать звон ростовских колоколов. Сделать это было нелегко. Звонари-то почти все тогда повывелись. Да и чиновники от партии и культуры приходили в «мистический ужас», причитая: «звон колоколов — это же музыкальный опиум!» Екатерина Алексеевна, однако же, была женщиной решительной и сказала: «От одной пластинки не отравитесь, а для Запада — свидетельство широты взглядов». И пластинка вышла, с изображением на её обложке Кремля Рериха, и сегодня она стала раритетом.
— 

Звоны были записаны, но кто будет выпускать пластинку? Секретарь парткома Министерства культуры СССР, где я работал, Б. В. Покаржевский, пригласил меня к себе и «отечески» наставил:
— Мне сказали, что ты «Ростовские звоны» студии грамзаписи усиленно навязываешь. А ведь музыка-то церковная…
Всё застопорилось — «опиум для народа». Опять же выручил случай.
В Москву приехал американский импресарио № 1 Соломон Юрок. Он ставил свои условия, на которых хотел организовать гастроли нашего балета. Жёсткие условия Юрока Большой театр не устраивали, и обе стороны начали маневрировать. Юрок пришёл в министерство, но E. А. Фурцева была занята и не торопилась принимать настойчивого импресарио. Соломон сидел в приёмной и скучал. Я попросил помощника министра Н. С. Калинина «развлечь» бывшего россиянина и «прокрутить» для него «Ростовские звоны». Интересно было, как он на это отреагирует. Проходит минута, вторая… Дверь открывается, входит Е. А. Фурцева и с изумлением обращается к Юроку:
— Что с вами?
Соломон Юрок плакал. Прослушав запись до конца, он попросил Фурцеву продать ему лицензию на пластинку «Ростовские звоны». И всё решилось. Пластинку у нас стали печатать с аннотацией на русском и других языках.
— Владимир Десятников
- Гастроли Большого Театра в Соединённых Штатах
- Гастроли МХАТ СССР им. М. Горького в Польше, Болгарии, Англии, Франции, США, Австрии, Японии и других странах
- Выставки ГМИИ имени Пушкина, Третьяковской Галереи в Японии

Благодаря Фурцевой в Советский Союз возвращены:
- произведения из наследия Рерихов,
- произведения из наследия Савелия Сорина[32].

По направлению лично Фурцевой с 1959 по 1962 годы в Северном Вьетнаме советский режиссёр Аждар Ибрагимов основал киношколу (ныне Институт кинематографии), став по сути создателем кинематографа в этой стране.

## Оценки деятельности
Она любила своё дело, любила артистов. Многим она помогла стать тем, кем они стали. <…> Да, она была частью той системы, но, в отличие от многих, работала в ней со знанием порученного ей дела. Сейчас всем уже стало ясно, что лучше министра культуры после Екатерины Алексеевны Фурцевой у нас не было. И будет ли?
— Муслим Магомаев
С большим уважением о Фурцевой в своём интервью отзывается Леонид Борткевич («прекрасная женщина, интеллигентная, красивая, женственная, она не была похожа на чиновника, с ней можно было выпить коньячку, с ней можно было поговорить о театрах…»).
В то же время многие деятели культуры отмечали жёсткость её характера, плохое понимание многих сфер искусства, в особенности живописи и музыки, стремление запрещать те произведения искусства, которые хоть немного выбивались из унылого советского ряда. Под запрет попадали и многие театральные постановки, например, спектакль «Живой» Театра на Таганке по повести Бориса Можаева (1969).
Великому музыканту XX века Мстиславу Ростроповичу по указанию Екатерины Фурцевой запретили выступать в СССР. Причиной запрета стало то, что музыкант укрывал на своей даче опального писателя Александра Солженицына. Ростропович и сам оказался в опале, следствием чего стал его вынужденный отъезд из СССР в 1974 году. При этом надо заметить, что в своем дневнике 12 мая 1971 года Фурцева писала: «Не стоило действовать по отношению к Ростроповичу так резко. Нельзя было отлучать его от творчества» (Е. Фурцева. Я плачу только в подушку. М., 2016, стр. 25).
На одной из встреч с артистами Фурцева пропагандировала хрущёвскую идею замены профессионального искусства участниками художественной самодеятельности, к тому же бесплатно. Её прервал Борис Ливанов: «Екатерина Алексеевна, вы пошли бы к самодеятельному гинекологу?». Эта тема прозвучала в фильме «Берегись автомобиля», режиссёр народного театра (его играет Евгений Евстигнеев) произносит: «Есть мнение, что народные театры вскоре вытеснят…театры профессиональные! И это правильно! Актёр, не получающий зарплаты, будет играть с большим вдохновением. Ведь кроме того, актёр должен где-то работать. Неправильно, если он целый день, понимаете, болтается в театре. Ведь насколько Ермолова играла бы лучше вечером, если бы она днём, понимаете, работала, у шлифовального станка».

## Награды
- Четыре ордена Ленина (в том числе 06.12.1960, 27.10.1967[38]),
- Орден Трудового Красного Знамени,
- Орден «Знак Почёта»,
- Медали[39][40]

## Память
- 2004 — в Москве на доме № 9 по Тверской улице открыта мемориальная доска.
- 7 декабря 2006 московской городской библиотеке № 4, существующей с 1919 года, было торжественно присвоено имя Екатерины Фурцевой. Наследниками Фурцевой в библиотеку переданы её документы, фотографии и личные вещи. Библиотеку украшает мозаичный портрет Фурцевой работы русско-французской художницы Нади Леже.
- В 2017 году в городе Вышнем Волочке образована улица Екатерины Фурцевой.

### Документальные и художественные фильмы
- «Женщина на Мавзолее» (2004) (режиссёр — Галина Долматовская)[41].
- «Екатерина Фурцева. Женская доля» (2005, Россия).
- «Утёсов. Песня длиною в жизнь». Художественный сериал (2006). В роли Фурцевой — Элеонора Шашкова.
- «Кремлёвские похороны. Екатерина Фурцева». Документальный фильм из цикла «Кремлёвские похороны», НТВ.
- «И примкнувший к ним Шепилов». Художественный фильм (2009). В роли Фурцевой — Ирина Чериченко.
- «Екатерина Третья». Художественно-документальный фильм (2010). В главной роли — Евгения Дмитриева.
- «Фурцева». Художественный сериал (2011). В главной роли — Татьяна Арнтгольц (в молодости) и Ирина Розанова (в зрелости).
- «Глаз божий». Художественно-документальный фильм (2012). В роли Фурцевой — Татьяна Яковенко.
- «Женщины, мечтавшие о власти. Екатерина Фурцева». Документальный фильм.
- «Как уходили кумиры. Екатерина Фурцева». Документальный фильм.
- «Людмила». Биографический сериал о Л. Зыкиной (2013). В роли Фурцевой — Дарья Михайлова.
- «Палач». Художественный сериал (2014). В роли Фурцевой — Людмила Степченкова.
- «Паук». Детективный сериал (2015). В роли Фурцевой — Ирина Фролова.
- «Людмила Гурченко». Биографический сериал (2015). В роли Фурцевой — Юлия Чебакова.
- «Рождённая звездой». Художественный сериал (2015). В роли Фурцевой — Тамара Акулова.
- «Эти глаза напротив». Художественный сериал (2015). В роли Фурцевой — Лариса Домаскина.
- «Таинственная страсть». Художественный сериал (2016). В роли Муромцевой (прототип — Фурцева) — Людмила Степченкова.
- «В созвездии стрельца». Художественный сериал (2015). В роли Фурцевой — Ольга Тумайкина
- «Магомаев». Художественный сериал (2019). В роли Фурцевой — Алёна Ивченко.